# 안무가 목록
다음은 안무가 목록이다.

## A-Z
- MC 해머

## ㄱ
- 게이츠 맥패든

## ㄴ
- 나딘 러스트레
- 내피탭스

## ㄷ
- 다니엘 폴랑코
- 대린 헨슨
- 데릭 허프
- 데비 앨런

## ㄹ
- 레오니드 마신
- 로리앤 깁슨
- 로버트 헬프만
- 로버트 호프먼
- 로이 풀러
- 로지 페레스
- 루돌프 누레예프
- 루스 세인트데니스
- 리처드 구티에레스

## ㅁ
- 마리 램버트
- 마리 비그만
- 마리우스 프티파
- 마사 그레이엄
- 마야 데렌
- 마이클 잭슨
- 마이클 키드
- 매슈 본 (안무가)
- 모리스 베자르
- 미샤 게이브리얼
- 미하일 바리시니코프
- 미하일 포킨

## ㅂ
- 바이자얀티말라
- 바츨라프 니진스키
- 밥 포시
- 버즈비 버클리
- 브로니스와바 니진스카

## ㅅ
- 스티브 팩스턴
- 시에라 (가수)

## ㅇ
- 알리야 (가수)
- 앙줄랭 프렐조카주
- 애덤 G. 세버니
- 애덤 섕크먼
- 앤 플레처
- 앨리슨 스토너
- 앨빈 에일리
- 에디 가르시아
- 에이미 라이트
- 월터 보비
- 윌리엄 포사이스 (무용가)
- 이본 레이너
- 이사도라 덩컨

## ㅈ
- 자넷 잭슨
- 제롬 로빈스
- 제이미 킹 (안무가)
- 제프리 홀더
- 조지 발란신
- 쥘 페로
- 지나 베순
- 진 켈리
- 진저 로저스

## ㅋ
- 캐리 앤 이나바
- 캐서린 던햄
- 케니 오테가
- 크리스 브라운
- 킴벌리 와이엇

## ㅌ
- 토니 배질
- 트와일라 사프
- 파라 칸
- 패리스 고벌

## ㅍ
- 폴라 압둘
- 프라부 디바
- 프레더릭 애슈턴
- 프레드 아스테어
- 피나 바우슈

## ㅎ
- 허용순